# Jeu d'aventures de Lanfeust et du monde de Troy
Le Jeu d'aventures de Lanfeust et du monde de Troy est un jeu de rôle sur table adapté de l'univers de Troy, sorti en 2005 chez Soleil sous licence ludique libre.
Regroupant un grand nombre d'artistes pour son illustration et inspiré de l'idée de Christophe Arleston, Didier Tarquin et Jean-Louis Mourier, il utilise un système de règles proches de celle du d20 system de Donjons et Dragons. Ce système donnera naissance plus tard au dK system.
Permettant d'être adapté à un grand nombre d'univers, ou simplement de jouer les personnages de la bande dessinée, il apporte en outre des compléments sur le monde de Troy.

## Présentation
Il s'agit d'un livre ne contenant que les règles (les dés sont à acheter, il n'y a besoin que de dés à six et vingt faces). Basé sur une version simplifiée du d20 system, il est donc plus ou moins compatible avec des jeux comme Donjons et Dragons 3e édition.

### Bases
Une originalité du système de jeu est la possibilité de contredire le meneur de jeu sous certaines conditions. 
Lors de la création d'un personnage-joueur, il est possible de jouer un humain ou un troll. Selon le peuple choisi, il est alors possible de choisir d'autres atouts précisant un peu le personnage. Ces atouts sont choisis à la création et ne peuvent s'acquérir par la suite : est-il dans la zone d'Eckmül ? est-il chaman ? nain ? enfant ? etc. Il n'y a pas de classes de personnage ce qui permet une grande liberté dans la définition du personnage (mercenaire, chef, héros avec une double identité…).
On peut aussi affubler son personnage d'un travers (ou deux si l'on aime que le personnage échappe à la maîtrise). Le travers est un défaut (avare, timide, fou etc.) qui représente le fait qu'il ne fait pas toujours ce qui semblerait logique — voire vital — au joueur.

## Accueil
Dans une thèse consacrée aux jeux de rôle sur table, Coralie David remarque que le Jeu d'aventures de Lanfeust et du monde Troy est commercialisé non seulement en boutiques de jeux de société mais aussi en grande surface multimédia, chose rare pour l'époque. En l'absence de chiffres de ventes disponibles, elle suppose que l'absence de suppléments implique que le jeu n'a pas connu un grand succès commercial.

## Ouvrages
- Patrick Bousquet, Chris Debien et Éric Nieudan (ill. Didier Tarquin et al.[2]), Jeu d'aventures de Lanfeust et du monde de Troy : un jeu d'aventures d'Éric Nieudan, 83-Toulon, Soleil, mars 2005, 278 p. (ISBN 2-84565-925-3)
- Éric Nieudan (ill. Jérôme Huguenin, Christian Paty, Didier Tarquin), Écran, Oriflam, mars 2006 (ISBN 2-914536-51-8)